# Ole Tobiasen

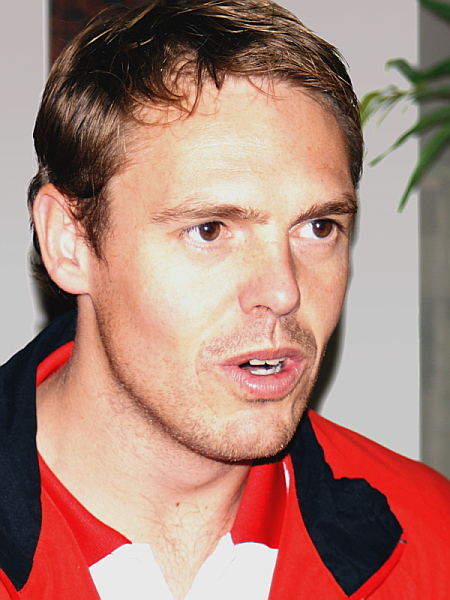
Ole Tobiasen, 2008

Ole Tobiasen (* 8. Juli 1975) ist ein ehemaliger dänischer Fußballspieler und heutiger Fußballtrainer.
In seiner Karriere als Aktiver war er Verteidiger und spielte zunächst beim FC Kopenhagen, bevor er sieben Jahre in den Niederlanden beim SC Heerenveen, bei Ajax Amsterdam und bei AZ Alkmaar unter Vertrag stand. Danach kehrte Tobiasen in sein Geburtsland zurück, wo er erneut in Kopenhagen sowie später bei Aalborg BK aktiv war. Über den Umweg Sandefjord Fotball in Norwegen kehrte Ole Tobiasen in die Niederlande zurück und schloss sich dem Zweitligisten MVV Maastricht an. Nach seinem Karriereende ist Tobiasen in den Niederlanden geblieben und ist gegenwärtig Co-Trainer des SC Heerenveen.

## Karriere als Spieler

### Verein
Während seiner Jugend spielte Ole Tobiasen auf Amager bei Boldklubben 1908 und bei Fremad Amager sowie bei Kjøbenhavns Boldklub, der zu den ältesten Fußballklubs in Kontinentaleuropa zählt. 1992 erhielt Tobiasen einen Profivertrag beim FC Kopenhagen, der zuvor aus einer Fusion zwischen Kjøbenhavns Boldklub und Boldklubben 1903 entstand. In dreieinhalb Jahren beim Hauptstadtklub kam Tobiasen zu 46 Partien, wobei er als Innenverteidiger unter Trainer Benny Johansen zu den Stammspielern im 3-5-2-System gehörte.
Später zog es ihn in die Niederlande in die Eredivisie zum SC Heerenveen, wo er auf seinen Landsmann Jon Dahl Tomasson traf. Anfänglich sollte Ole Tobiasen im Sommer 1996 ablösefrei nach Heerenveen wechseln, doch nach einem Streit mit Karsten Aabrink, dem Direktor des FC Kopenhagen, der über den Wechsel nicht informiert wurde, überwies der SC Heerenveen eine Summe von 500.000 Kronen, um einen sofortigen Wechsel zu erwirken. In Heerenveen wurde Tobiasen als rechter Verteidiger eingesetzt und in eineinhalb Jahren spielte er in 34 Partien. Sein Talent blieb Ajax Amsterdam, dem Rekordmeister und eines der größten Klubs in den Niederlanden, nicht verborgen und so lotsten ihn die Ajacieds für eine Ablösesumme von 7,5 Millionen Kronen in die Hauptstadt. In seinem ersten Jahr gewann Ole Tobiasen mit Ajax Amsterdam die niederländische Meisterschaft, doch auch aufgrund seiner Kniebeschwerden kam er für die Amsterdamer zu lediglich 24 Einsätzen. Im Sommer 2002 ging er zu AZ Alkmaar, rund 40 Kilometer von Tobiasens ehemaligem Klub entfernt.
Ein halbes Jahr später kehrte er in sein Geburtsland zu seinem ehemaligen Klub FC Kopenhagen zurück. In Kopenhagen war Ole Tobiasen, sofern er verletzungsfrei war, Stammspieler und gewann sowohl 2003 als auch 2004 die dänische Meisterschaft. 2005 wurde er an Aalborg BK verliehen. Ein halbes Jahr später zog es Tobiasen erneut ins Ausland, dieses Mal zum norwegischen Erstligaaufsteiger Sandefjord Fotball. Mit dem Klub aus dem Südosten von Norwegen gelang ihm der Klassenerhalt. Nach dem Ende seiner Zeit in Sandefjord kehrte er in die Niederlande zurück und schloss sich dem Zweitligisten MVV Maastricht an. Als Grund für den Wechsel nannte er die niederländische Herkunft seiner Frau und den Willen, nach seiner Karriere sich im Land niederzulassen. Im September 2009 wurde Ole Tobiasen nach einem Streit mit seinem Trainer aus der Mannschaft verbannt und kehrte auch nach der Entlassung des Trainers nicht in die Mannschaft zurück. In der neuen Saison wurde Tobiasen Jugendtrainer bei Roda Kerkrade und spielte nebenbei für den Amateurklub EHC Hoensbroek.

### Nationalmannschaft
Ole Tobiasen spielte in fünf Partien von 1992 bis 1993 für die dänische U19-Nationalmannschaft. Von 1994 bis 1997 lief er in 19 Spielen für die U21-Auswahl der Skandinavier. Am 23. April 1996 spielte Tobiasen beim 3:0-Sieg im Testspiel in Nykøbing Falster gegen Schottland zum einzigen Mal für die B-Nationalmannschaft.
Seinen ersten Einsatz für die dänische A-Nationalmannschaft hatte Ole Tobiasen am 10. September 1997 beim 3:1-Sieg im WM-Qualifikationsspiel in Kopenhagen gegen Kroatien. Seinen sechsten und letzten Einsatz für die Nationalmannschaft absolvierte er am 14. Oktober 1998 beim 1:1-Unentschieden im EM-Qualifikationsspiel in Zürich gegen die Schweiz, wo ihm auch ein Treffer gelang.

## Karriere als Trainer
Nach dem Ende seiner aktiven Laufbahn war er von 2012 bis 2014 Trainer von EHC Hoensbroek, bevor Ole Tobiasen Jugendtrainer bei NAC Breda wurde. Danach trat er die Stelle des Co-Trainers von Sparta Rotterdam an. Die Zusammenarbeit war beendet, nachdem Anfang Januar 2018 Dick Advocaat neuer Cheftrainer der Rotterdamer wurde. Am 10. März 2019 wurde Tobiasen neuer Cheftrainer von Almere City FC. Diesen Job bekleidete er bis zum 4. März 2021. Zur Saison 2021/22 wurde Ole Tobiasen Co-Trainer beim SC Heerenveen.